# بييريا
بييريا إحدى مقاطعات اليونان.